# Giuseppe Pedersoli

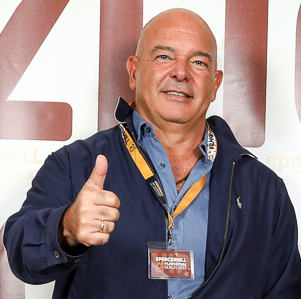
Giuseppe Pedersoli (2022)

Giuseppe Pedersoli (* 11. Februar 1961) ist ein italienischer Schauspieler, Filmproduzent und Drehbuchautor. Er ist Gründer und Eigentümer der Smileproduction.

## Leben
Pedersoli wurde am 11. Februar 1961 als das älteste Kind von Bud Spencer und Maria Pedersoli, geborene Amato, geboren. Er hat zwei jüngere Schwestern. Sein Großvater mütterlicherseits ist der Filmproduzent und -regisseur Giuseppe Amato, nach dem er benannt wurde. Sein Sohn ist der Kampfsportler Carlo Pedersoli Jr., sein Neffe Sebastiano Pigazzi, der als Schauspieler und Filmschaffender tätig ist.
Seine erste Rolle hatte Pedersoli 1978 in Zwei sind nicht zu bremsen als Marineoffizier. Über die Beziehungen seines Vaters zu Sergio Leone kam Pedersoli ins Filmgeschäft und beendete sein Studium ohne Abschluss. 1982 folgten mit Der Bomber und Bud, der Ganovenschreck zwei weitere Nebenrollen in den Filmen seines Vaters. 1983 hatte er in Keiner haut wie Don Camillo erstmals eine Nebenrolle in einem Solo-Film von Terence Hill. Es folgte eine weitere Besetzung in Aladin von 1986. Hier fungierte er auch als Assistant Director. In der Serie Zwei Supertypen in Miami war er in drei Episoden zu sehen. 1997 folgte eine Nebenrolle in einer Episode der Serie Zwei Engel mit vier Fäusten.
Viel aktiver war er als Drehbuchautor. Er war für das Drehbuch für den Film Wenn man vom Teufel spricht zuständig, außerdem war er auch als Produzent tätig. In der Hauptrolle war mit Bud Spencer sein Vater zu sehen. Für Zwei Supertypen in Miami schrieb er von 1991 bis 1993 sieben Episoden und war auch als Produzent tätig. 2005 war er Drehbuchautor für Padre Speranza – Mit Gottes Segen – erneut war sein Vater in der Hauptrolle zu sehen. Fünf Jahre später schrieb er die Handlung für eine Episode der Serie I delitti del cuoco. 2017 fungierte er als Produzent des Videospiels Bud Spencer & Terence Hill: Slaps and Beans.

## Filmografie

### Schauspieler
- 1978: Zwei sind nicht zu bremsen (Pari e dispari)
- 1982: Der Bomber (Bomber)
- 1982: Bud, der Ganovenschreck (Cane e gatto)
- 1983: Keiner haut wie Don Camillo (Don Camillo)

### Produzent
- 1986: Aladin (Superfantagenio) (Regieassistent & Schauspieler)
- 1988: Striker II (Striker)
- 1989: Sinbad – Herr der sieben Meere (Sinbad of the Seven Seas)
- 1991: Les secrets professionnels du Docteur Apfelgluck
- 1991: Wenn man vom Teufel spricht (Un piede in paradiso) (& Drehbuch)
- 1991–1993: Zwei Supertypen in Miami (Detective Extralarge) (Fernsehreihe) (& Schauspieler)
- 1994: Die Troublemaker (Botte di Natale)
- 1995: Guiltrip – Der Ehekrieg (Guiltrip)
- 1996: The Quiet Room
- 1997: Epsilon
- 1997: Zwei Engel mit vier Fäusten (Noi siamo angeli) (Fernsehreihe) (& Drehbuch, Schauspieler)
- 1997: Der Mann im Lift (Combat de fauves)
- 1997: In den Armen der Bestie (Al límite)
- 1998: Dance Me to My Song
- 1999: Dogwatch
- 2000: Risk
- 2000: Söhne des Windes (Hijos del viento)
- 2002: Texas 46
- 2002: Julius Caesar (Executive Producer)
- 2004: Incantesimo 7 (Executive Producer)
- 2005: Incantesimo 8 (Executive Producer)
- 2005: Padre Speranza – Mit Gottes Segen (Padre Speranza) (Fernsehfilm) (& Drehbuch)
- 2007: Incantesimo 9 (Executive Producer)
- 2009: Die 1000-Euro-Generation (Generazione mille euro, Executive Producer)
- 2010: I delitti del cuoco (& Drehbuch)
- 2011: Johnny's Gone
- 2012: Eye of the Hurricane (Executive Producer)
- 2013: Ci vediamo domani
- 2016: Don't Let Me Go
- 2017: Bud Spencer & Terence Hill: Slaps and Beans (Videospiel)
- 2020: Die Wahrheit über La Dolce Vita (La Verità Su La Dolce Vita) (Fernsehdokumentation) (& Drehbuch)